# 국도 제6호선 (일본)
일본 6번 국도(일본어: 国道6号 고쿠도 로쿠고[*]→국도 6호)는 도쿄도 주오구와 미야기현 센다이시 미야기노구를 잇는 총 연장 439.9km의 구간을 가진 일본의 일반 국도 노선이다. 그러나 국도 간판이 배치되는 도쿄에서 이와누마까지는 334.0 km이다.
2011년 3월 12일 후쿠시마 원자력 발전소 사고로 인하여, 히로노에서 하라노마치까지의 사이는 통행할 수 없었다가, 2014년 9월 15일부터 자동차 한정으로 통행이 가능하게 되었다.

## 주요 경유지
- 도쿄도
  - 주오구 - 다이토구 - 스미다구 - 가쓰시카구

- 지바현
  - 마쓰도시 - 나가레야마시 - 가시와시 - 아비코시

- 이바라키현
  - 도리데시 - 류가사키시 - 우시쿠시 - 쓰쿠바시 - 쓰치우라시 - 가스미가우라시 - 이시오카시 - 오미타마시 - 히가시이바라키군 이바라키정 - 미토시 - 히타치나카시 - 나카시 - 나카군 도카이촌 - 히타치시 - 다카하기시 - 기타이바라키시 (구：이소하라정)

- 후쿠시마현 하마도리
  - 이와키시 - 후타바군 히로노정 - 후타바 군 나라하정 - 후타바군 도미오카정 - 후타바군 오쿠마정 - 후타바군 후타바정 - 후타바군 나미에정 - 미나미소마시 (구：하라노마치시) - 소마시 - 소마군 신치정

- 미야기현
  - 와타리군 야마모토정 - 와타리군 와타리정 - 이와누마시 - 나토리시 - 센다이시 다이하쿠구 - 센다이시 와카바야시구 - 센다이시 아오바구 - 센다이시 미야기노구

## 다리 및 터널 등
- 고토토이 다리

## 후쿠시마 원자력 발전소 사고로 인한 통행 금지

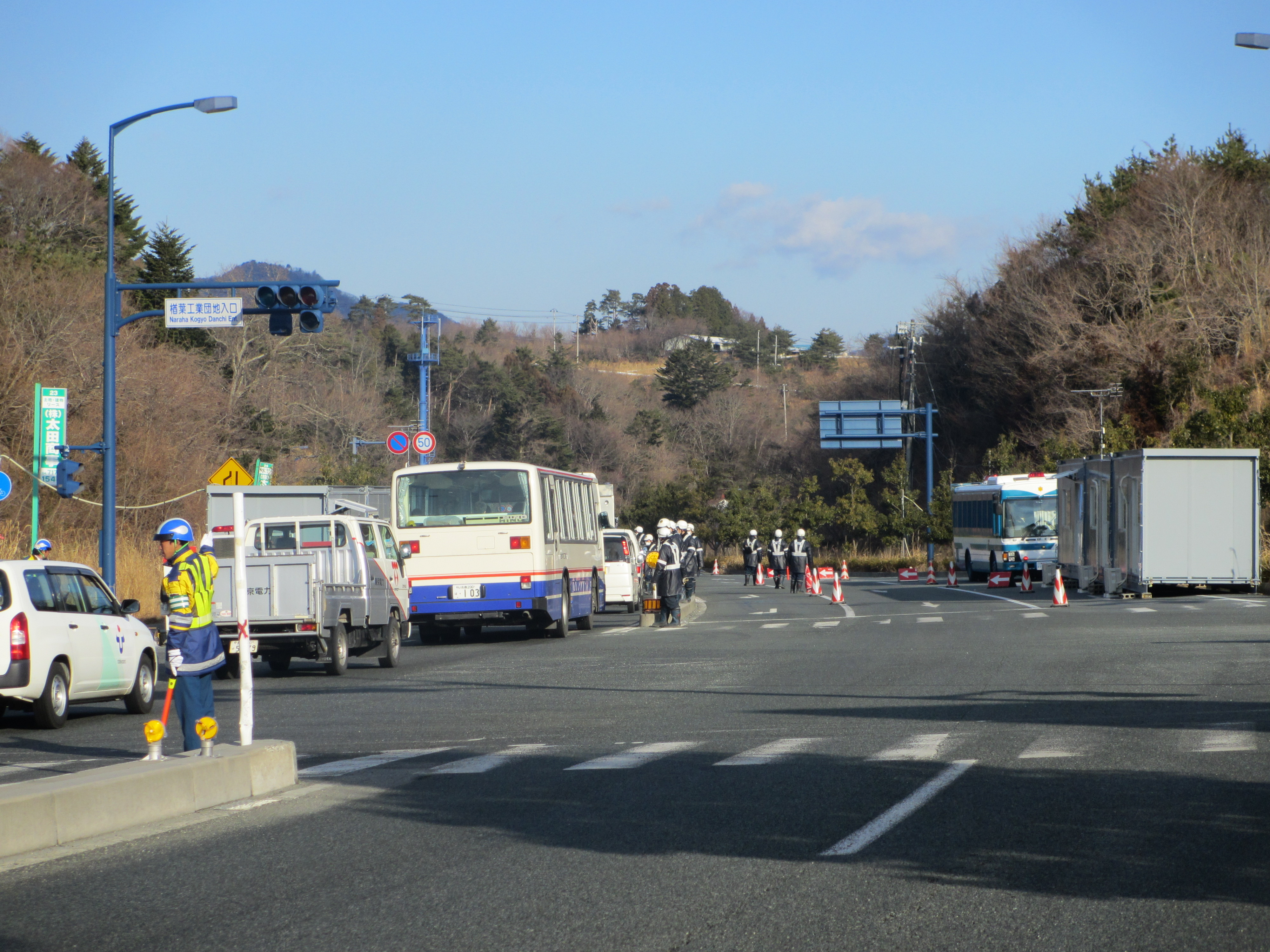
핵 사고 관문 (후쿠시마현 나라하정)

2011년 3월 12일 발생한 후쿠시마 제1 원자력 발전소 사고에 기인하여, 방사성 물질로부터 차폐하기 위한 출입 금지 구역이 별도로 설정되어 있다. 이렇게 되면 6번 국도에 대한 통행 금지 구간이 생겨난 상태가 성립되어 있어 북측 (소마 방면)의 경우 하라노마치에 남측 (이와키 방향)는 히로노에 관문이 설치되어 있다.

## 사진

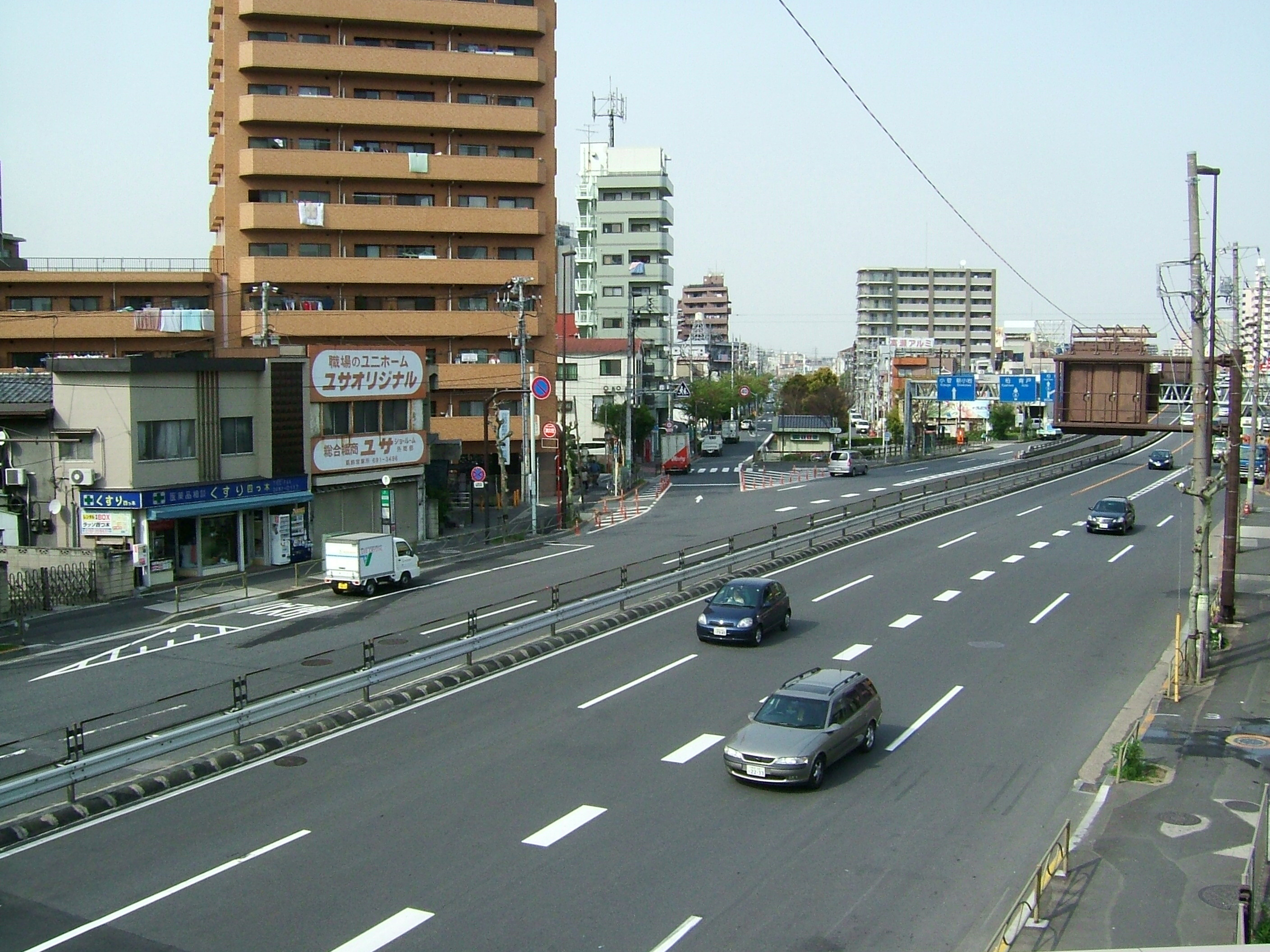
도쿄 도 가쓰시카 구 모습(2006년 4월 17일)
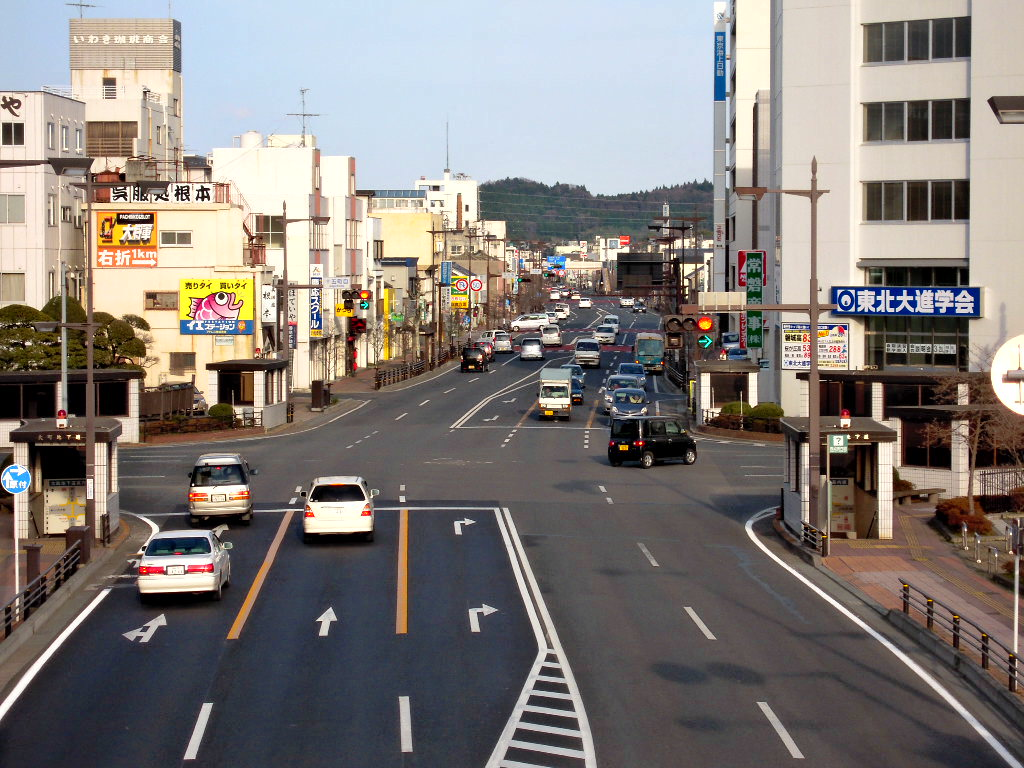
이와키 시 모습(2010년 3월 22일)